# 81. pehotni polk (Avstro-Ogrska)
Za druge 81. polke glejte 81. polk.
81. pehotni polk (izvirno nemško Infanterie-Regiment Nr. 81; dobesedno slovensko: Pehotni polk št. 81) je bil pehotni polk k.u.k. Heera.

## Poimenovanje
- Mährisches Infanterie Regiment »von Waldstätten« Nr. 81
- Infanterie Regiment Nr. 81 (1915 - 1918)

## Zgodovina
Polk je bil ustanovljen leta 1883. 

### Prva svetovna vojna
Polkovna narodnostna sestava leta 1914 je bila sledeča: 69% Čehov, 30% Nemcev in 1% drugih. Naborni okraj polka je bil v Jihlavi, pri čemer so bile polkovne enote garnizirane sledeče: Jihlava (štab, I. - III. bataljon) in Bileća (IV. bataljon).
Med prvo svetovno vojno se je polk bojeval tudi na soški fronti.
V sklopu t. i. Conradovih reform leta 1918 (od junija naprej) je bilo znižano število polkovnih bataljonov na 3.

## Organizacija
1918 (po reformi)
- 1. bataljon
- 2. bataljon
- 3. bataljon

## Poveljniki polka
- 1908: Arnold Schlimarzik[6]
- 1914: Eugen Lüftner von Krinnerstorff[1]